# Parafia Dobrego Pasterza w Ustroniu
Parafia Dobrego Pasterza – rzymskokatolicka parafia znajdująca się w Ustroniu, na osiedlu Polana. Należy do dekanatu Wisła diecezji bielsko-żywieckiej. Erygowana 20 marca 1983 r..

## Historia
Historia parafii rozpoczyna się wraz ze staraniami parafian, którzy pomimo zdecydowanego sprzeciwu ówczesnych władz komunistycznych dalej zabiegali o budowę kościoła w Ustroniu Polanie. W 1975 r. przybył na Polanę ksiądz Alojzy Wencepel, który od samego początku stał się przywódcą i kreatorem kolejnych działań. Pierwsza msza święta odbyła się 16 października 1977 r. w piwnicy państwa Bukowczan. Katecheza odbywała się w kolejnych prywatnych domach, a msze w piwnicy, pod gołym niebem, a wreszcie w części adaptowanej stodoły, czyli w "bazylice stodołowej", jak ją nazwał w czasie wizytacji bp Herbert Bednorz. Tam właśnie ks. Alojzy Wencepel odprawił pierwszą pasterkę na Polanie 24 grudnia 1978 r. Władze komunistyczne wydały zakaz odprawiania nabożeństw pod groźbą grzywny albo i więzienia. Mimo tego ks. Alojzy dalej sprawował Eucharystię, mając świadomość, że w każdej chwili może zostać zatrzymany. W końcu wojewoda bielski wydał pozwolenie na budowę nowego kościoła w Ustroniu Polanie.

## Budowa kościoła
Budowa postępowała szybko. 20 marca 1983 r. w kaplicy św. Jana na mszy świętej biskup Herbert Bednorz ustanowił Parafię Dobrego Pasterza w Ustroniu-Polanie. Latem 1984 r. były gotowe już salki katechetyczne, gdzie przyjęto pierwszą grupę niepełnosprawnych i odtąd przyjeżdżały tu co roku różne grupy. Na początku lat 90. XX w. ks. proboszcz przyjął pod swój dach pierwszych bezdomnych. Do dziś bezdomnym matkom z dziećmi pomaga się w dwóch domach, w Ustroniu i Wiśle Małej. Działalność tę prowadzi Fundacja Dobrego Pasterza, założona przez ks. Alojzego Wencepla w 2001r.

## Działalność proboszcza
Zmiana ustroju w Polsce spowodowała bezrobocie wyraźnie odczuwalne również w parafii Dobrego Pasterza. Ks. proboszcz natychmiast ruszył z pomocą. Powstał "Sztab kryzysowy dla Bezrobotnych", który później dzięki pomocy władz powiatowych i wojewódzkich przekształcił się w Gminne Centrum Informacji. W GCI odbywały się szkolenia dla bezrobotnych, co ułatwiało im znalezienie pracy, a dzięki jego działalności kilkadziesiąt osób znalazło pracę. Obecnie działalność GCI nie jest już prowadzona.
W 2015 administratorem parafii został ks. Andrzej Gawlas, a od 16 stycznia 2019 ks. Ireneusz Kurkowski.